# Calythea monticola
Calythea monticola är en tvåvingeart som först beskrevs av Jacques-Marie-Frangile Bigot 1885.  Calythea monticola ingår i släktet Calythea och familjen blomsterflugor. Inga underarter finns listade i Catalogue of Life.